# Copa da Liga de Gales
A Welsh League Cup (em português:  Copa da Liga de Gales), atualmente Nathaniel MG Cup por motivos de patrocínio, é uma competição do futebol galês aberta apenas aos times da Premier League de Gales (1ª divisão), times da Cymru North/Cymru South, equivalentes à 2ª divisão, e dois times da 3ª divisão. O torneio é organizado pela Associação de Futebol do País de Gales. A competição foi estabelecida em 1992 e é considerada como a segunda competição de copa mais importante no País de Gales, atrás apenas da Copa de Gales. A diferença é que na Copa de Gales, participam clubes de todas as divisões, desde os profissionais até os amadores.

## Finais
| Temporada | Campeão                 | Placar          | Vice-Campeão            | Estádio                    |
| --------- | ----------------------- | --------------- | ----------------------- | -------------------------- |
| 1992–93   | Afan Lido               | 1 – 1 (4–3 pen) | Caersws                 | Park Avenue, Aberystwyth   |
| 1993–94   | Afan Lido               | 1 – 0           | Bangor City             | Park Avenue, Aberystwyth   |
| 1994–95   | Llansantffraid          | 2 – 1           | Ton Pentre FC           | Latham Park, Newtown       |
| 1995–96   | Connah's Quay Nomads    | 1 – 0           | Ebbw Vale FC            | Recreation Ground, Caersws |
| 1996–97   | Barry Town              | 2 – 2 (4–2 pen) | Bangor City             | Park Avenue, Aberystwyth   |
| 1997–98   | Barry Town              | 1 – 1 (5–4 pen) | Bangor City             | Farrar Road, Bangor        |
| 1998–99   | Barry Town              | 3 – 0           | Caernarfon Town         | Park Avenue, Aberystwyth   |
| 1999–00   | Barry Town              | 6 – 0           | Bangor City             | Park Avenue, Aberystwyth   |
| 2000–01   | Caersws                 | 2 – 0           | Barry Town              | Park Avenue, Aberystwyth   |
| 2001–02   | Caersws                 | 2 – 1           | Cwmbran Town            | Park Avenue, Aberystwyth   |
| 2002–03   | Rhyl                    | 2 – 2 (4–3 pen) | Bangor City             | Belle Vue, Rhyl            |
| 2003–04   | Rhyl                    | 4 – 0           | Carmarthen Town         | Latham Park, Newtown       |
| 2004–05   | Carmarthen Town         | 2 – 0           | Rhyl                    | Latham Park, Newtown       |
| 2005–06   | Total Network Solutions | 4 – 0           | Port Talbot Town        | Park Avenue, Aberystwyth   |
| 2006–07   | Caersws                 | 1 – 1 (3–1 pen) | Rhyl                    | Park Avenue, Aberystwyth   |
| 2007–08   | Llanelli                | 2 – 0           | Rhyl                    | Latham Park, Newtown       |
| 2008–09   | The New Saints          | 2 – 0           | Bangor City             | Latham Park, Newtown       |
| 2009–10   | The New Saints          | 3 – 1           | Rhyl                    | The Airfield, Broughton    |
| 2010–11   | The New Saints          | 4 – 3           | Llanelli                | Park Avenue, Aberystwyth   |
| 2011–12   | Afan Lido               | 1 – 1 (3–2 pen) | Newtown                 | Park Avenue, Aberystwyth   |
| 2012–13   | Carmarthen Town         | 3 – 3 (3–1 pen) | The New Saints          | Latham Park, Newtown       |
| 2013–14   | Carmarthen Town         | 0 – 0 (3–1 pen) | Bala Town               | Park Avenue, Aberystwyth   |
| 2014–15   | The New Saints          | 3 – 0           | Bala Town               | Latham Park, Newtown       |
| 2015–16   | The New Saints          | 2 – 0           | Denbigh Town            | Maesdu Park, Llandudno     |
| 2016–17   | The New Saints          | 4 – 0           | Barry Town              | Estadio Cyncoed, Cardiff   |
| 2017–18   | The New Saints          | 1 – 0           | Cardiff MU              | Park Avenue, Aberystwyth   |
| 2018–19   | Cardiff MU              | 2 – 0           | Cambrian & Clydach Vale | Jenner Park, Barry         |

## Títulos por clube
| Clube                   | Títulos | Vices | Temporadas dos títulos                               |
| ----------------------- | ------- | ----- | ---------------------------------------------------- |
| The New Saints FC       | 9       | 1     | 1995, 2006, 2009, 2010, 2011, 2015, 2016, 2017, 2018 |
| Barry Town              | 4       | 2     | 1997, 1998, 1999, 2000                               |
| Caersws                 | 3       | 1     | 2001, 2002, 2007                                     |
| Carmarthen Town         | 3       | 1     | 2005, 2013, 2014                                     |
| Afan Lido               | 3       | —     | 1993, 1994, 2012                                     |
| Rhyl                    | 2       | 4     | 2003, 2004                                           |
| Connah's Quay Nomads    | 2       | —     | 1996, 2020                                           |
| Llanelli                | 1       | 1     | 2008                                                 |
| Cardiff MU              | 1       | 1     | 2019                                                 |
| Bangor City             | —       | 6     | —                                                    |
| Bala Town               | —       | 2     | —                                                    |
| Caernarfon Town         | —       | 1     | —                                                    |
| Cwmbran Town            | —       | 1     | —                                                    |
| Ebbw Vale FC †          | —       | 1     | —                                                    |
| Port Talbot Town        | —       | 1     | —                                                    |
| Newtown                 | —       | 1     | —                                                    |
| Ton Pentre FC           | —       | 1     | —                                                    |
| Denbigh Town            | —       | 1     | —                                                    |
| Cambrian & Clydach Vale | —       | 1     | —                                                    |

- † Equipe extinta.